# Order Henryka Lwa
Order Henryka Lwa, Order Domowy Henryka Lwa (niem. Orden Heinrichs des Löwen, Hausorden Heinrichs des Löwen) – najwyższy order Księstwa Brunszwiku ustanowiony 25 kwietnia 1834 przez Wilhelma Brunszwickiego z dynastii Welfów. Odznaczenie nosiło imię Henryka Lwa, jednego z najpotężniejszych niemieckich władców w XII w. Nadawany był za zasługi cywilne i wojskowe. W 1918 utracił status odznaczenia państwowego wraz z likwidacją księstwa i od 1919 przetrwał jako order domowy brunszwicko-hanowerskiej gałęzi rodu Welfów.
Podzielony był na sześć klas:
- Krzyż Wielki (Großkreuze),
- Wielki Komandor (Großkomtur),
- Komandor (Komtur),
- Oficer (Offizier),
- Kawaler I Klasy (Ritter I. Klasse),
- Kawaler II Klasy (Ritter II. Klasse),

oraz dodatkowo:
- Złoty Krzyż Zasługi (Goldenes Verdienstkreuz),
- Srebrny Krzyż Zasługi (Silbernes Verdienstkreuz).

Wielcy Mistrzowie orderu:
- Wilhelm August Brunszwicki (1834-1884)
- Ernest August III Hanowerski (1884-1953)
- Ernest August IV Hanowerski (1953-1987)
- Ernest August V Hanowerski (od 1987)